# Age Grefbo
Anna-Greta (Age) Grefbo, född Olsson 1 maj 1922 i Norra Åsums församling, Kristianstads län, död 8 april 1991 i Kungsholms församling, Stockholm, var en svensk kostymtecknare.

## Biografi
Age Grefbo var dotter till toffelmakaren Nils Martin Olsson och hans hustru Gerda Hildina, född Bengtsson. Efter skolgången anställdes hon vid Ewers damkonfektion i Kristianstad. Senare hade hon en egen ateljé, där hon bland annat sydde brudklänningar. 1946 gifte hon sig med skådespelaren Göthe Grefbo och flyttade till Stockholm. Hon kom sedan att arbeta som designer vid flera teatrar, bland annat Norrköping-Linköping stadsteater, Riksteatern och Cullbergbaletten.

## Teater

### Kostym (ej komplett)
| År   | Produktion                                                        | Upphovsmän                                                                                | Regi                 | Teater                           | Noter                                              |
| ---- | ----------------------------------------------------------------- | ----------------------------------------------------------------------------------------- | -------------------- | -------------------------------- | -------------------------------------------------- |
| 1964 | Blå tulpaner La robe mauve de Valentine                           | Françoise Sagan Översättning Evert Lundström                                              | John Zacharias       | Norrköping-Linköping stadsteater |                                                    |
| 1964 | Ett dockhem Et dukkehjem                                          | Henrik Ibsen Översättning Ernst Schönaich                                                 | Lars Barringer       | Norrköping-Linköping stadsteater |                                                    |
| 1965 | Nej, vaudeville                                                   | Johan Ludvig Heiberg Översättning Calle Flygare                                           | Bertil Norström      | Norrköping-Linköping stadsteater |                                                    |
| 1965 | Kejsarens nya kläder                                              | Per Edström och Carl-Axel Dominique                                                       | Ernst Günther        | Norrköping-Linköping stadsteater |                                                    |
| 1966 | Ärkeänglar spelar inte falskt Gli arcangeli non giocano a flipper | Dario Fo Översättning Bertil Bodén                                                        | Lars Gerhard Norberg | Norrköping-Linköping stadsteater |                                                    |
| 1966 | Mallorca, Mallorca                                                | Gunnar Hoffsten och Bertil Norström                                                       | John Zacharias       | Norrköping-Linköping stadsteater |                                                    |
| 1966 | Erasmus Montanus                                                  | Ludvig Holberg Översättning Per Erik Wahlund                                              | Torsten Sjöholm      | Norrköping-Linköping stadsteater |                                                    |
| 1966 | Gertrud                                                           | Hjalmar Söderberg                                                                         | John Zacharias       | Norrköping-Linköping stadsteater |                                                    |
| 1967 | Balansgång A Delicate Balance                                     | Edward Albee Översättning Sven Barthel                                                    | Lars-Levi Læstadius  | Norrköping-Linköping stadsteater |                                                    |
| 1967 | Å vilken härlig fred!                                             | Hans Alfredson och Tage Danielsson                                                        | Bertil Norström      | Norrköping-Linköping stadsteater |                                                    |
| 1967 | Den sönderslagna krukan Der zerbrochene Krug                      | Heinrich von Kleist Översättning Nils Personne                                            | Sture Ericson        | Norrköping-Linköping stadsteater |                                                    |
| 1967 | Leonce och Lena Leonce und Lena                                   | Georg Büchner Översättning Nils Afzelius                                                  | Torsten Sjöholm      | Norrköping-Linköping stadsteater |                                                    |
| 1967 | Människan och hans hustru                                         | Inga Lindsjö                                                                              | Torsten Sjöholm      | Norrköping-Linköping stadsteater |                                                    |
| 1967 | Den första synden Bereshit                                        | Aharon Megged Översättning Viveka Heyman                                                  | Abraham Asseo        | Norrköping-Linköping stadsteater |                                                    |
| 1968 | Spelman på taket Fiddler on the Roof                              | Joseph Stein, Jerry Bock och Sheldon Harnick Översättning Ola Nilsson och Bertil Norström | John Zacharias       | Norrköping-Linköping stadsteater |                                                    |
| 1968 | Fruns salig mor Feu la Mère de Madame                             | Georges Feydeau Översättning Ingegerd Aschan                                              | Torsten Sjöholm      | Norrköping-Linköping stadsteater |                                                    |
| 1968 | Biografi Biographie Ein Spiel                                     | Max Frisch Översättning John W Walldén                                                    | Torsten Sjöholm      | Norrköping-Linköping stadsteater |                                                    |
| 1968 | Mor Courage och hennes barn Mutter Courage und Ihre Kinder        | Bertolt Brecht Översättning Brita och Johannes Edfelt                                     | Torsten Sjöholm      | Norrköping-Linköping stadsteater | Tillsammans med Svenolov Ehrén och Görel Engstrand |
| 1969 | Den verklige kommissarie Schäfer The Real Inspector Hound         | Tom Stoppard Översättning Anna och Sture Pyk                                              | Torsten Sjöholm      | Norrköping-Linköping stadsteater |                                                    |
| 1969 | Emigranten från Brisbane L'émigré de Brisbane                     | Georges Schehadé Översättning Mikaela och Ingemar Leckius                                 | Bertil Norström      | Norrköping-Linköping stadsteater |                                                    |